# Лю Хун (легкоатлетка)
Лю Хун (кит. спр. 刘虹, піньїнь: Liu Hong) (нар. 12 травня 1987) — китайська легкоатлетка, яка спеціалузіється в спортивній ходьбі, чемпіонка та призерка Олімпійських ігор та чемпіонатів світу на дистанції 20 кілометрів, рекордсменка світу дистанціях ходьби 20 та 50 кілометрів.
Золоту олімпійську медаль та звання олімпійської чемпіонки Лю Хун виборола на Олімпіаді 2016 року, що проходила в Ріо-де-Жанейро. Перед тим, в 2015, вона виграла золоту медаль Пекінського чемпіонату світу, а ще раніше була призеркою чемпіонатів світу 2009, 2011 та 2013 років. 
На чемпіонаті світу-2019 спортсменка виграла «золото» на 20-кілометровій дистанції ходьби.